# Broodstempel

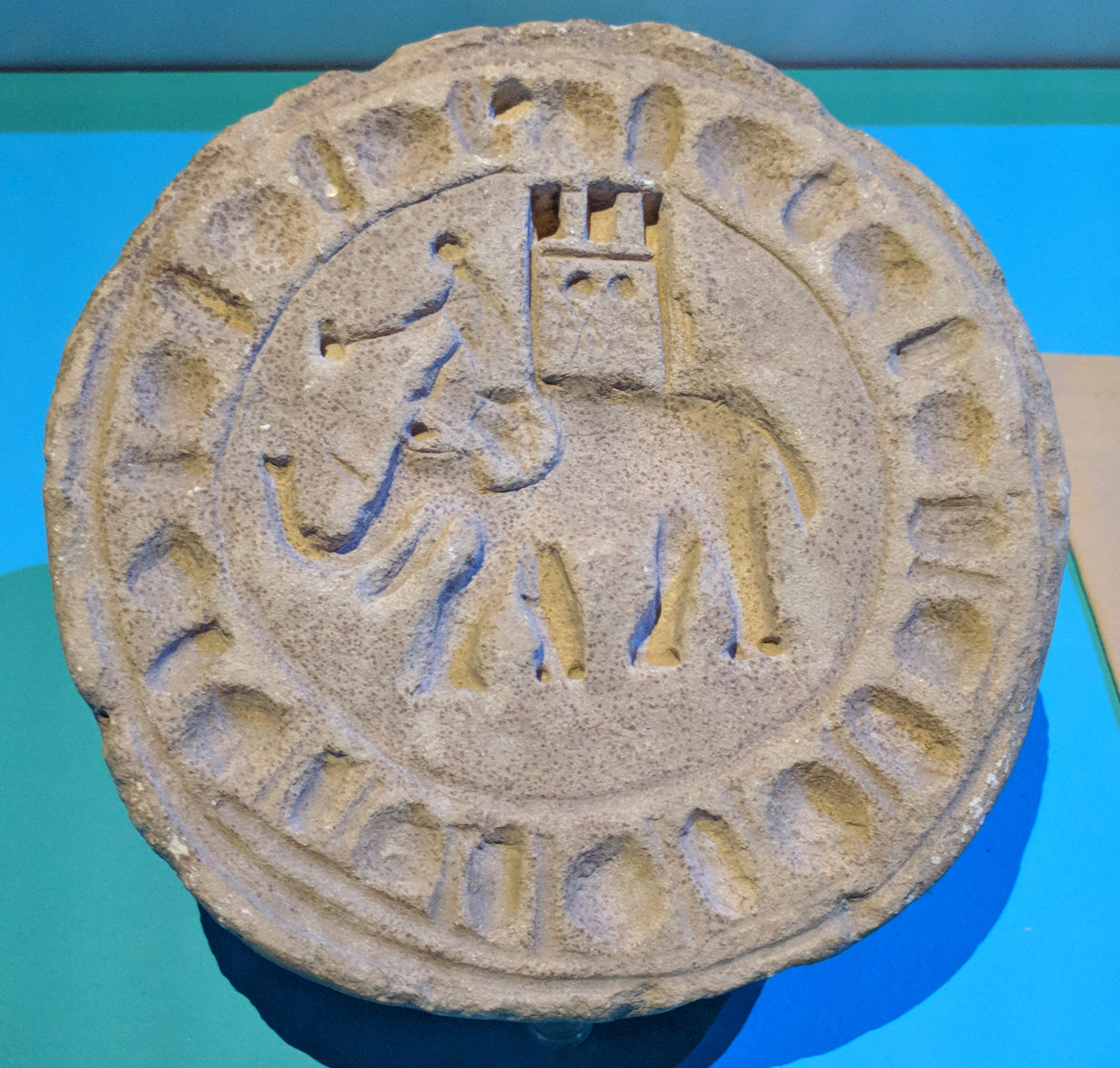
Broodstempel met afbeelding van een olifant (Egypte, 4de/5de eeuw)

Een broodstempel is een gebruiksvoorwerp waarmee voor het bakken een merkteken of patroon aangebracht wordt op brooddeeg. Broodstempels worden vervaardigd in verschillende materialen, formaten en vormen. Sommige stempels hebben een wereldlijke en praktische functie, andere een religieuze of louter decoratieve. In sommige regio's worden anno 2019 nog steeds broodstempels gebruikt.
Broodstempels kennen een lange traditie. Egyptische fresco's bewijzen dat ze 3500 jaar geleden al gebruikt werden. Ook in het oude Griekenland, Rome en Byzantium gebruikte men broodstempels, zoals blijkt uit verschillende kunstwerken en archeologische vondsten. Volgens sommige onderzoekers bewijzen archeologische vondsten in Oost-Europa dat broodstempels al tijdens het neolithicum werden gebruikt.

## Functionele stempels

### Herkomst

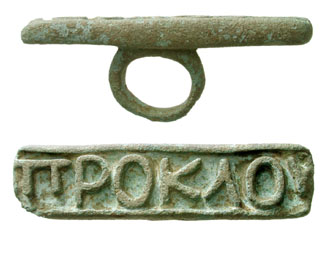
Broodstempel met naam (Byzantium, 7de/8ste eeuw)

Broodstempels werden gebruikt om de producent of productieverantwoordelijke van brood te identificeren. Een van de meest bekende voorbeelden hiervan is het brood dat teruggevonden werd in Pompeï en dat de stempel droeg van de gemeentelijke bakker. Reeds in de Romeinse tijd werden bakkers gelast om een merkteken op hun broden aan te brengen.
Overheden verplichtten commerciële bakkers wel vaker een merkteken aan te brengen op hun koopwaar. In 1266 werd in Engeland de Assisa panis et cervisiae uitgevaardigd, die de prijs, het gewicht en de kwaliteit van brood en bier regelde. Deze wet verplichtte bakkers o.a. een teken op hun broden aan te brengen "to the end that if any bread bu faultie in weight, it may bee then knowne in whom the fault is." Ook bakkerijen in België moesten tot in de jaren 1980 hun broden merken om identificatie en kwaliteitscontrole mogelijk te maken.
Onder meer in Vlaanderen maakte men op het platteland tot in de eerste helft van de 20ste eeuw gebruik van gemeenschappelijke bakovens. Door een merkteken op hun broden te plaatsen, konden de plaatselijke bakkers deze gemakkelijk van elkaar onderscheiden. De ontwerpen van deze ronde, ovale of rechthoekige broodstempels, ook wel broodprikkers genoemd, waren eenvoudig en bleven vaak beperkt tot de initialen van de bakker. Ze waren gemiddeld 6 tot 20 cm groot en werden gemaakt uit verschillende materialen, zoals plaatijzer, nagels of hout.

### Typering
Soms werd een broodstempel gebruikt om aan te geven om welk type brood het ging. In Nederland konden bakkerijen vanaf 1910 beroep doen op het Station voor Maalderij en Bakkerij om hun producten te laten keuren. Indien hun broden voldeden aan de kwaliteitseisen, kregen zij toestemming er een beschermd merkteken op te plaatsen (zoals bv. een M in een cirkel voor melkbrood). Tijdens de Eerste Wereldoorlog werd in Duitsland K-Brot (ook wel Kartoffelbrot of Kriegsbrot genoemd) geproduceerd. Aangezien dit brood een bepaalde hoeveelheid aardappelmeel bevatte, werd op dit brood een K geplaatst.
Gelijkaardige identificerende stempels werden vermoedelijk al veel langer gebruikt. In 2012 werd een zesde-eeuwse keramische stempel teruggevonden met daarop een menora; onderzoekers vermoeden dat de eigenaar deze gebruikte om aan te geven dat zijn brood koosjer was.

### Gewicht
Broodstempels werden tot slot ook gebruikt om het gewicht van een brood weer te geven.

## Religieuze stempels

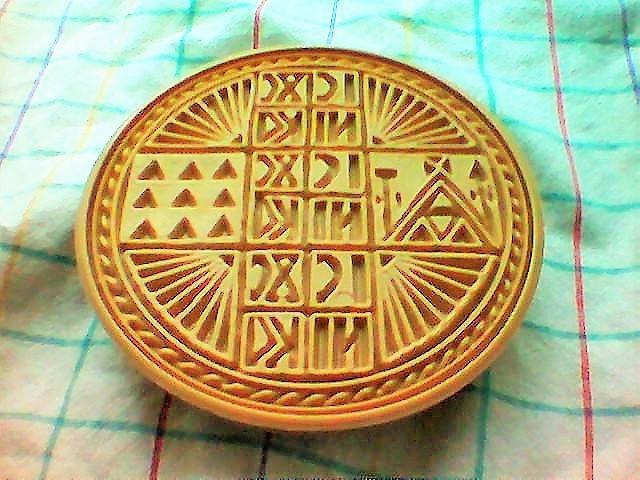
Een prosfoorstempel

In de prechristelijke tijd werden afbeeldingen van verschillende godheden of symbolen die naar hen refereerden, in het deeg gestempeld. Dit brood werd vervolgens uitgedeeld of geofferd tijdens religieuze festivals.
In het vroege christendom markeerde men eveneens broden. Christelijke motieven als een vis of de Griekse letters chi en rho werden al in de vierde eeuw gebruikt, al dan niet voor liturgische doeleinden. Minstens sinds de vijfde eeuw gebruiken Griekse christenen in de eucharistie 'gestempeld' brood.
Anno nu gebruikt men in de oosterse kerken een prosfoor (πρόσφορον), een klein brood dat met een stempel van een patroon voorzien wordt.

## Decoratieve stempels
Soms hebben broodstempels een louter decoratieve functie. Broodstempels die werden gebruikt in islamitische landen zijn meestal van klei en verbeelden vaak dieren. Voor zover gekend hadden zij geen religieuze functie. Anno 2019 worden onder andere in Centraal-Azië nog broodstempels gemaakt.